# Strzelce (Giżycko)
Pour les articles homonymes, voir Strzelce.
Strzelce est un village polonais de la voïvodie de Varmie-Mazurie, dans le powiat de Giżycko.

## Géographie
Le village est situé sur les bords du lac Niegocin.

## Infrastructures
Du fait de sa position sur la rive du lac, le village compte plusieurs campings.